# Verbandsanlage des OÖFV
Die Verbandsanlage des OÖFV ist ein Fußballstadion in der österreichischen Stadt Linz, Bundesland Oberösterreich. Während des Abriss des Donauparkstadions und dem Neubau des Hofmann Personal Stadions trug der Fußballverein FC Blau Weiß Linz hier seine Heimspiele aus.